# 農業部畜產試驗所東區分所花蓮場區

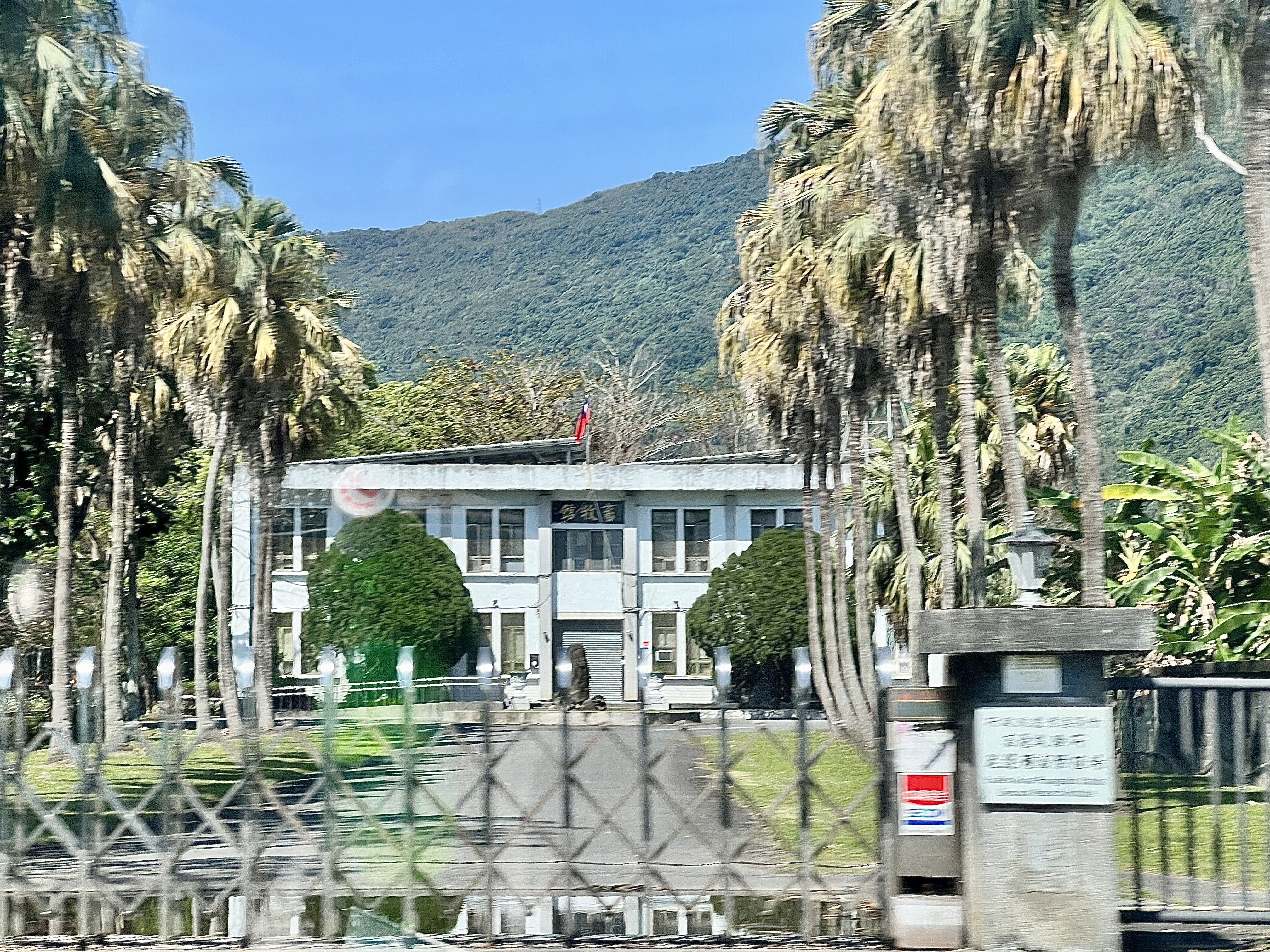
花蓮場區大門

農業部畜產試驗所東區分所花蓮場區位於臺灣花蓮縣吉安鄉吉安路6段38號，為農業部畜產試驗所轄下負責種處培育、改良推廣的試驗牧場。該種畜場以培育臺灣水牛、以及臺灣山羊之品種改良而聞名。

## 沿革
臺灣日治時期1936年臺灣總督府為改善日本軍馬體型很小，素質也差，造成軍隊行動不便的多項問題，因此推動臺灣馬政計畫，並分為第一期10年和第二期20年，兩個期程推動。臺灣馬政計畫自日本引進具有耐熱性及持久力的小格輓馬，選擇擁有養馬習慣，且有較多日本移民之花蓮港廳吉野村設置種馬所，而該種馬所即為現今花蓮種畜繁殖場之前身。
1945年第二次世界大戰戰後，花蓮港種馬所由臺灣省行政長官公署接收，隔年再改名為臺灣省東部種畜場，因應臺灣省政府成立1948年12月改稱為臺灣省東部種畜繁殖場。
1952年因應組織精簡，臺灣省東部種畜繁殖場與花蓮區農業改良場合併，降編為改良場畜牧課。1973年4月16日再度因應組織精簡與功能特化，花蓮區改良場畜牧課分割至臺灣省畜產試驗所，並成立繁殖中心。1976年4月1日起臺灣省畜產試驗所繁殖中心正式獨立為花蓮種畜繁殖場。
1986年起在臺灣省政府農林廳與農委會補助下，開始推動「臺灣水牛保種計畫」。1999年7月1日起因應臺灣省政府精省，畜產試驗所改隸於行政院農業委員會，而畜產試驗所花蓮種畜繁殖場一併改隸至今。
2020年秋季臺北陽明山擎天崗水牛發生連續暴斃死亡事件，事件原因指向陽明山國家公園管理處設置圍籬讓水牛可覓食區域縮小有關，對此陽管處緊急拆除圍籬，並於2021年分別轉移四頭水牛至花蓮種畜繁殖場飼養，而擎天崗水牛本身即無主狀態，加上移至花蓮種畜場的水牛已出現發情繁殖行為，使花蓮種畜場苦惱若繁衍後代，將會有產權所屬的問題。
2023年花蓮種畜場與推廣有機農業之花蓮君達集團宣布合作推出鬥雞與土雞雜交品種，並具有強抵抗力的「Gaea 格雅雞」，耗時8年研發成功後也將該雞種技術轉移給君達集團。2023年8月1日起隨農委會升格為農業部，與宜蘭分所、花蓮種畜場合併為「農業部畜產試驗所東區分所」，原花蓮場區改為「農業部畜產試驗所東區分所花蓮場區」。

## 牧場環境
花蓮種畜繁殖場總占地面積48.2公頃，其中水牛放牧地約20公頃，水牛多以自然、原始、近乎野放的方式飼養。

## 推廣業務
花蓮種畜繁殖場當前之業務內容包含，臺灣水牛的種原維護、飼料改良、與繁殖推廣等，臺灣山羊的種原維護、品種改良等，雞隻種原維護、品種選育等，牧草種植選育與試驗推廣等相關業務。

### 臺灣水牛
2016年花蓮種畜場水牛飼養頭數為120頭、DNA遺傳資源保存水牛150頭，該群水牛於1981至1984年間對外收購而形成之牛群，並於1987年正式成為國家級保種族群。花蓮種畜場對於水牛飼養方面首度導入無線射頻辨識系統、個人數位助理、RFID多目標搜尋感測系統及RFID電子磅秤等設備，集成之水牛自動化管理系統。除了能有系統性掌握水牛頭數變化及適時管控財產數量外，另一方面也藉由飼養管理精準化，提升水牛飼養效率。

### 臺灣山羊
2016年花蓮種畜場山羊飼養頭數為65頭、DNA遺傳資源保存黑山羊70頭。